# 고트프리트 하벌러
고트프리트 폰 하벌러(Gottfried von Haberler, 1900년 7월 20일 ~ 1995년 5월 6일)는 오스트리아계 미국인 경제학자이다. 특히 국제 무역을 연구했다. 그의 주요 공헌 중 하나는 기회비용 개념에 대한 노동가치론을 포기하고 신고전주의적 틀에서 비교 우위에 대한 리카도의 생각을 재구성한 것이다.
하벌러는 1900년 오스트리아-헝가리에서 태어나 오스트리아 경제학부에서 교육을 받았다. 1936년 미국으로 건너가 하버드 대학교 경제학과에 합류했다. 그곳에서 조지프 슘페터와 함께 일했다.
1957년 관세 무역 일반 협정은 1차 상품 의 무역 조건에 대한 보고서를 위임했고 하벌러가 의장으로 임명되었다. 보고서에 따르면 1955년 이후 원자재 가격은 5% 하락한 반면 산업 가격은 6% 상승한 이후 1차 생산자의 교역 조건이 하락했다. 하벌러의 보고서는 1949년 라울 프레비시와 1950년 한스 징어(Hans Singer)가 작성한 보고서를 반영하는 것 같다. 그러나 1964년 유엔 무역 개발 회의(UNCTAD)에 대한 두 번째 프레비시의 보고서가 나왔을 때 하벌러는 이를 비난했다. 그의 특별한 의견 불일치는 무역 조건이 체계적으로 장기적(세속적)으로 하락했다는 생각이었다.

## 참고 문헌
1. ↑  Baldwin, Robert E. (1982). “Gottfried Haberler's Contributions to International Trade Theory and Policy”. 《Quarterly Journal of Economics》 97 (1): 141–48. doi:10.2307/1882631. JSTOR 1882631.